# Kortrör
Kortrör är en schaktfri förnyelsemetod som innebär att rörlängder som är så korta att de får plats i en sänk- eller nedstigningsbrunn skjuts in och kopplas samman i den ledning som ska renoveras. Utrymmet mellan det nya och det gamla röret kan fyllas med betong. Ledningsarean blir mindre än tidigare.    

## Tekniska data
| Max ledningsdiameter   | 2000 mm                                      |
| Max längd              | 500 meter                                    |
| Befintligt rörmaterial | Alla                                         |
| Nytt rörmaterial       | Plast, betong                                |
| Utrymmesbehov          | Nedstigningsbrunn eller schakt för inmatning |